# Eurystheus melanops
Eurystheus melanops är en kräftdjursart. Eurystheus melanops ingår i släktet Eurystheus och familjen Isaeidae. Inga underarter finns listade i Catalogue of Life.